# باکلبری
باکلبری (به انگلیسی: Bucklebury) یک روستا و محله مدنی در بریتانیا است که در بارکشر غربی واقع شده‌است. باکلبری ۲۱٫۸۲ کیلومتر مربع مساحت و ۲٬۱۱۶ نفر جمعیت دارد.